# Utro (film fra 1930)
 For alternative betydninger, se Utro. (Se også artikler, som begynder med Utro)
Utro (originaltitel: The Divorcee) er en amerikansk romantisk dramafilm fra 1930 skrevet af Nick Grindé, John Meehan og Zelda Sears, baseret på romanen Ex-Wife af Ursula Parrott.
Filmen blev instrueret af Robert Z. Leonard, som blev nomineret til en Oscar for bedste instruktør. Filmen var også nomineret til en Oscar for bedste film. Norma Shearer vandt en Oscar for bedste kvindelige hovedrolle.

## Eksterne Henvisninger
- Utro på Internet Movie Database (engelsk)
- Utro på AlloCiné (fransk)
- Utro på MovieMeter (nederlandsk)
- Utro på AllMovie (engelsk)
- Utro hos American Film Institute (engelsk)
- Utros profil hos Encyclopædia Britannica Online (engelsk)
- Utro på Turner Classic Movies (engelsk)
- Utro på The Movie Database (engelsk)
- Utro på Rotten Tomatoes (engelsk)
- Utro på Filmaffinity (engelsk)